# Жижемський Ярош Іванович
Ярош Іванович Жижемський (біл. Яраш Іванавіч Жыжэмскі) (?-†1598 р.) — державний діяч Великого князівства Литовського, шляхтич власного гербу «Жижемський», князь.

## Життєпис
Він був королівським ротмістром, старостою річицьким (з 1576 р. до 1598 р.), володарем маєтків Вербковичі у Мінському повіті, Новосілки у Мозирському повіті, Копись й Жижма.

## Родина
Був старшим сином князя Івана Тимофійовича Жижемського († 1565). Його молодшим братом був лісничий кобринський князь Сильвестр Жижемський.
Мав єдиного сина князя Петра Жижемського, котрий до 1618 р. був старостою річицьким.